# Survilliers
Survilliers är en kommun i departementet Val-d'Oise i regionen Île-de-France i norra Frankrike. Kommunen ligger i kantonen Luzarches som tillhör arrondissementet Sarcelles. År 2022 hade Survilliers 4 154 invånare.

## Befolkningsutveckling
Antalet invånare i kommunen Survilliers
| Referens: INSEE |